# Marbay
Pour les articles ayant des titres homophones, voir Marbais, Marbaix et Marbaix-la-Tour.
Marbay est un village de la ville belge de Neufchâteau, section d'Hamipré, situé en Région wallonne dans la province de Luxembourg.
Marbay est situé entre Offaing et Namoussart.

## Histoire
Il fit partie du « quartier » de Hamipré, dans la terre de Neufchâteau.
Le village fusionna avec Longlier sous le régime français.
Séparé de Longlier, il fusionna avec Hamipré le 8 août 1862.
Il est représenté sur la Carte d'Arenberg de la Prévôté de Neufchâteau en 1609.
Dix maisons y figurent, disposées en cercle autour d'une place centrale.
Graphie de 1609: Marbais
En 1628, douze familles y sont recensées.